# Jan T. Kleyna
Jan T. Kleyna ist ein Astronom, der an der University of Hawaiʻi at Mānoa als Small Aphelion Postdoctoral Researcher tätig ist.

## Tätigkeit
Kleyna studierte an der Harvard University.
Auf Researchgate, einem kommerziellen sozialen Netzwerk einer Wissenschaftsdatenbank für Forscher, sind 77 Publikationen von Jan T. Kleyna gelistet.
In einer Veröffentlichung mit Kleyna als Hauptautor wurde der Asteroid (6478) Gault als „selbstzerstörender Asteroid“ beschrieben. 2018 war ein Schweif beim Asteroiden entdeckt worden, der sich möglicherweise durch eine Kollision mit einem anderen Himmelskörper gebildet gehabt hatte und 2019 wurde ein zweiter, kleinerer Schweif entdeckt. Der Asteroid hat einen Durchmesser von vier bis neun Kilometer, der Schweif, der aus zwei kometenartigen „Trümmerschwänzen“ besteht, zeigt, dass der sich langsam zerstören wird. Die vermutete Ursache für den Zusammenstoß ist der YORP-Effekt, eine allmähliche Veränderung des Rotationszustands kleiner Körper unter dem Einfluss der Sonnenstrahlung. Laut Olivier Hennegau, der an der Studie ebenfalls beteiligt war, sei eine Zerstörung eines Himmelskörpers durch diesen Effekt selten. Unter den 800.000 Asteroiden im Asteroidengürtel würde ein YORP-Effekt pro Jahr auftreten. Kleyna sagte: „Gault ist das beste Beispiel für eine schnelle Rotation im Zwei-Stunden-Bereich Er hätte zehn Millionen Jahre lang am Rande der Instabilität stehen können. Selbst eine winzige Störung, wie ein kleiner Aufprall eines Kiesels, könnte die jüngsten Ausbrüche ausgelöst haben.“

### Entdeckungen von astronomischen Objekten
Mit David C. Jewitt und Scott S. Sheppard entdeckte er am 29. August 2003 einen Satelliten des Planeten Neptun mit dem Namen Psamathe. Sheppard, Jewitt und Kleyna hatten zuvor bereits 44 Satelliten des Planeten Jupiter entdeckt.
Folgende Jupiter-, Saturn- und Neptunmonde wurden von Jan T. Kleyna entdeckt:
| Name          | Entdeckungsdatum  | Provisorische Bezeichnung(en) | Planet  | Mitentdecker                                                                                       | Quelle               |
| ------------- | ----------------- | ----------------------------- | ------- | -------------------------------------------------------------------------------------------------- | -------------------- |
| Hermippe      | 9. Dezember 2001  | S/2001 J 3                    | Jupiter | David C. Jewitt, Scott S. Sheppard                                                                 | [ 9 ] [ 10 ]         |
| Eurydome      | 9. Dezember 2001  | S/2001 J 4                    | Jupiter | David C. Jewitt, Scott S. Sheppard                                                                 | [ 9 ] [ 10 ]         |
| Sponde        | 9. Dezember 2001  | S/2001 J 5                    | Jupiter | David C. Jewitt, Scott S. Sheppard                                                                 | [ 9 ] [ 10 ]         |
| Kale          | 9. Dezember 2001  | S/2001 J 8                    | Jupiter | David C. Jewitt, Scott S. Sheppard                                                                 | [ 9 ] [ 10 ]         |
| Autonoe       | 10. Dezember 2001 | S/2001 J 1                    | Jupiter | David C. Jewitt, Scott S. Sheppard                                                                 | [ 9 ] [ 10 ]         |
| Thyone        | 11. Dezember 2001 | S/2001 J 2                    | Jupiter | David C. Jewitt, Scott S. Sheppard                                                                 | [ 9 ] [ 10 ]         |
| Pasithee      | 11. Dezember 2001 | S/2001 J 6                    | Jupiter | David C. Jewitt, Scott S. Sheppard                                                                 | [ 9 ] [ 10 ]         |
| Euanthe       | 11. Dezember 2001 | S/2001 J 7                    | Jupiter | David C. Jewitt, Scott S. Sheppard                                                                 | [ 9 ] [ 10 ]         |
| Orthosie      | 11. Dezember 2001 | S/2001 J 9                    | Jupiter | David C. Jewitt, Scott S. Sheppard                                                                 | [ 9 ] [ 10 ]         |
| Euporie       | 11. Dezember 2001 | S/2001 J 10                   | Jupiter | David C. Jewitt, Scott S. Sheppard                                                                 | [ 9 ] [ 10 ]         |
| Aitne         | 11. Dezember 2001 | Jupiter XXXI                  | Jupiter | David C. Jewitt, Scott S. Sheppard                                                                 | [ 9 ] [ 10 ]         |
| Eukelade      | 5. Februar 2003   | S/2003 J 1                    | Jupiter | Yanga R. Fernández, Henry H. Hsieh, David C. Jewitt, Scott S. Sheppard                             | [ 11 ] [ 12 ]        |
| —             | 5. Februar 2003   | S/2003 J 2                    | Jupiter | Yanga R. Fernández, Henry H. Hsieh, David C. Jewitt, Scott S. Sheppard                             | [ 11 ]               |
| Eupheme       | 5. Februar 2003   | S/2003 J 3                    | Jupiter | Yanga R. Fernández, Henry H. Hsieh, David C. Jewitt, Scott S. Sheppard                             | [ 11 ] [ 13 ]        |
| —             | 5. Februar 2003   | S/2003 J 4                    | Jupiter | Yanga R. Fernández, Henry H. Hsieh, David C. Jewitt, Scott S. Sheppard                             | [ 11 ]               |
| Eirene        | 6. Februar 2003   | S/2003 J 5                    | Jupiter | Yanga R. Fernández, Henry H. Hsieh, David C. Jewitt, Scott S. Sheppard                             | [ 11 ] [ 14 ]        |
| Helike        | 6. Februar 2003   | S/2003 J 6                    | Jupiter | Yanga R. Fernández, Henry H. Hsieh, David C. Jewitt, Scott S. Sheppard                             | [ 11 ] [ 12 ]        |
| Aoede         | 8. Februar 2003   | S/2003 J 7                    | Jupiter | Yanga R. Fernández, Henry H. Hsieh, David C. Jewitt, Scott S. Sheppard                             | [ 11 ] [ 12 ]        |
| Hegemone      | 8. Februar 2003   | S/2003 J 8                    | Jupiter | Yanga R. Fernández, Henry H. Hsieh, David C. Jewitt, Scott S. Sheppard                             | [ 15 ] [ 12 ]        |
| —             | 6. Februar 2003   | S/2003 J 9                    | Jupiter | Yanga R. Fernández, David C. Jewitt, Scott S. Sheppard                                             | [ 16 ]               |
| —             | 6. Februar 2003   | S/2003 J 10                   | Jupiter | Yanga R. Fernández, David C. Jewitt, Scott S. Sheppard                                             | [ 16 ]               |
| Kallichore    | 6. Februar 2003   | S/2003 J 11                   | Jupiter | Yanga R. Fernández, David C. Jewitt, Scott S. Sheppard                                             | [ 16 ] [ 12 ]        |
| —             | 6. Februar 2003   | S/2003 J 12                   | Jupiter | Yanga R. Fernández, David C. Jewitt, Scott S. Sheppard                                             | [ 16 ]               |
| Narvi         | 8. April 2003     | S/2003 S 1                    | Saturn  | David C. Jewitt, Scott S. Sheppard                                                                 | [ 17 ] [ 18 ]        |
| Cyllene       | 8. April 2003     | S/2003 J 13                   | Jupiter | David C. Jewitt, Scott S. Sheppard                                                                 | [ 17 ] [ 12 ]        |
| Kore          | 8. April 2003     | S/2003 J 14                   | Jupiter | David C. Jewitt, Scott S. Sheppard                                                                 | [ 17 ] [ 19 ]        |
| Philophrosyne | 6. Februar 2003   | S/2003 J 15                   | Jupiter | Lynne Allen, Brett Gladman, David C. Jewitt, John J. Kavelaars, Jean-Marc Petit, Scott S. Sheppard | [ 17 ] [ 14 ]        |
| —             | 6. Februar 2003   | S/2003 J 16                   | Jupiter | Lynne Allen, Brett Gladman, David C. Jewitt, John J. Kavelaars, Jean-Marc Petit, Scott S. Sheppard | [ 17 ]               |
| Herse         | 6. Februar 2003   | S/2003 J 17                   | Jupiter | Lynne Allen, Brett Gladman, David C. Jewitt, John J. Kavelaars, Jean-Marc Petit, Scott S. Sheppard | [ 17 ] [ 20 ]        |
| —             | 6. Februar 2003   | S/2003 J 18                   | Jupiter | Lynne Allen, Brett Gladman, David C. Jewitt, John J. Kavelaars, Jean-Marc Petit, Scott S. Sheppard | [ 17 ]               |
| —             | 6. Februar 2003   | S/2003 J 19                   | Jupiter | Lynne Allen, Brett Gladman, David C. Jewitt, John J. Kavelaars, Jean-Marc Petit, Scott S. Sheppard | [ 21 ]               |
| Carpo         | 6. Februar 2003   | S/2003 J 20                   | Jupiter | Lynne Allen, Brett Gladman, David C. Jewitt, John J. Kavelaars, Jean-Marc Petit, Scott S. Sheppard | [ 21 ] [ 12 ]        |
| Mneme         | 6. Februar 2003   | S/2003 J 21                   | Jupiter | Lynne Allen, Brett Gladman, David C. Jewitt, John J. Kavelaars, Jean-Marc Petit, Scott S. Sheppard | [ 22 ] [ 12 ]        |
| Psamathe      | 29. August 2003   | S/2003 N 1                    | Neptun  | Lynne Allen, Brett Gladman, David C. Jewitt, John J. Kavelaars, Jean-Marc Petit, Scott S. Sheppard | [ 6 ] [ 7 ]          |
| Thelxinoe     | 9. Februar 2003   | S/2003 J 22                   | Jupiter | Lynne Allen, Brett Gladman, David C. Jewitt, John J. Kavelaars, Jean-Marc Petit, Scott S. Sheppard | [ 23 ] [ 12 ]        |
| —             | 6. Februar 2003   | S/2003 J 23                   | Jupiter | Yanga R. Fernández, David C. Jewitt, Scott S. Sheppard                                             | [ 24 ]               |
| —             | 12. Dezember 2004 | S/2004 S 7                    | Saturn  | David C. Jewitt, Brian Marsden, Scott S. Sheppard                                                  | [ 25 ]               |
| Fornjot       | 12. Dezember 2004 | S/2004 S 8                    | Saturn  | David C. Jewitt, Brian Marsden, Scott S. Sheppard                                                  | [ 25 ] [ 19 ]        |
| Farbauti      | 12. Dezember 2004 | S/2004 S 9                    | Saturn  | David C. Jewitt, Brian Marsden, Scott S. Sheppard                                                  | [ 25 ] [ 19 ]        |
| Aegir         | 12. Dezember 2004 | S/2004 S 10                   | Saturn  | David C. Jewitt, Brian Marsden, Scott S. Sheppard                                                  | [ 25 ] [ 19 ]        |
| Bebhionn      | 12. Dezember 2004 | S/2004 S 11                   | Saturn  | David C. Jewitt, Brian Marsden, Scott S. Sheppard                                                  | [ 25 ] [ 19 ]        |
| —             | 12. Dezember 2004 | S/2004 S 12                   | Saturn  | David C. Jewitt, Brian Marsden, Scott S. Sheppard                                                  | [ 25 ]               |
| —             | 12. Dezember 2004 | S/2004 S 13                   | Saturn  | David C. Jewitt, Brian Marsden, Scott S. Sheppard                                                  | [ 25 ]               |
| Hati          | 12. Dezember 2004 | S/2004 S 11                   | Saturn  | David C. Jewitt, Brian Marsden, Scott S. Sheppard                                                  | [ 25 ] [ 19 ]        |
| Bergelmir     | 12. Dezember 2004 | S/2004 S 11                   | Saturn  | David C. Jewitt, Brian Marsden, Scott S. Sheppard                                                  | [ 25 ] [ 19 ]        |
| Fenrir        | 13. Dezember 2004 | S/2004 S 11                   | Saturn  | David C. Jewitt, Brian Marsden, Scott S. Sheppard                                                  | [ 25 ] [ 19 ]        |
| —             | 13. Dezember 2004 | S/2004 S 17                   | Saturn  | David C. Jewitt, Brian Marsden, Scott S. Sheppard                                                  | [ 25 ]               |
| Bestla        | 13. Dezember 2004 | S/2004 S 11                   | Saturn  | David C. Jewitt, Brian Marsden, Scott S. Sheppard                                                  | [ 25 ] [ 19 ]        |
| Hyrrokkin     | 13. Dezember 2004 | S/2004 S 19                   | Saturn  | David C. Jewitt, Scott S. Sheppard                                                                 | [ 26 ] [ 19 ]        |
| —             | 26. Juni 2006     | S/2006 S 1                    | Saturn  | David C. Jewitt, Scott S. Sheppard                                                                 | [ 26 ]               |
| Kari          | 4. Januar 2006    | S/2006 S 1                    | Saturn  | David C. Jewitt, Scott S. Sheppard                                                                 | [ 26 ] [ 19 ]        |
| —             | 5. Januar 2006    | S/2006 S 3                    | Saturn  | David C. Jewitt, Scott S. Sheppard                                                                 | [ 26 ]               |
| Greip         | 5. Januar 2006    | S/2006 S 1                    | Saturn  | David C. Jewitt, Scott S. Sheppard                                                                 | [ 26 ] [ 19 ] [ 27 ] |
| Loge          | 5. Januar 2006    | S/2006 S 1                    | Saturn  | David C. Jewitt, Scott S. Sheppard                                                                 | [ 26 ] [ 19 ]        |
| Jarnsaxa      | 5. Januar 2006    | S/2006 S 1                    | Saturn  | David C. Jewitt, Scott S. Sheppard                                                                 | [ 26 ] [ 27 ]        |
| Surtur        | 5. Januar 2006    | S/2006 S 1                    | Saturn  | David C. Jewitt, Scott S. Sheppard                                                                 | [ 26 ] [ 19 ]        |
| Skoll         | 5. Januar 2006    | S/2006 S 1                    | Saturn  | David C. Jewitt, Scott S. Sheppard                                                                 | [ 26 ] [ 19 ]        |
| Tarqeq        | 13. April 2007    | S/2007 S 1                    | Saturn  | David C. Jewitt, Scott S. Sheppard                                                                 | [ 28 ] [ 27 ]        |
| —             | 18. Januar 2007   | S/2007 S 2                    | Saturn  | David C. Jewitt, Scott S. Sheppard                                                                 | [ 28 ]               |
| —             | 18. Januar 2007   | S/2007 S 3                    | Saturn  | David C. Jewitt, Scott S. Sheppard                                                                 | [ 28 ]               |

Am 7. Juni 2019 entdeckte er mit Marco Micheli am Subaru-Teleskop im Mauna-Kea-Observatorium den Kometen C/2019 LB7 (Kleyna).